# Перетятько Володимир Федорович
Володимир Федорович Перетятько (12 серпня 1863 — 1920) — полковник, командир Богодухівського полку Харківського Слобідського Української держави, керівник Таманського повстання.

## Життєпис

Володимир Перетятько (крайній ліворуч) серед старшин Таманського полку

Народився 12 серпня 1863 року. Походить з обер-офіцерських дітей Кубанського козачого війська.
Випускник Темрюкського козачого юнкерського училища. На 05.08.1893 року служив сотником Таманського полку Кубанського козачого війська. На 1917 рік у 1-му Чорноморському полку Кубанського козачого війська, у знанні полковника.
У травні 1918 р керівник антибільшовицького повстання на Тамані. Восени 1918 року командир Богодухівського полку Харківського Слобідського коша Вільного козацтва Української держави.
Розстріляний більшовиками навесні 1920 року.